# 돈꾸밈음

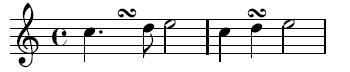

턴(turn)은 주요 음을 끼고 위 아래 음을 거쳐 다시 주요 음으로 돌아오는 꾸밈음을 말한다. 돈꾸밈음으로도 부른다. 트릴과 함께 중요한 꾸밈음으로 악보에서 많이 사용된다.